# 1500 în literatură
- 1499 în literatură — 1500 în literatură — 1501 în literatură

Anul 1500 în literatură a implicat o serie de evenimente semnificative. 

## Eseuri
- Erasmus din Rotterdam - Premiers Adages

## Poezie
- Pierre Gringore - Castelul iubirii ("Le chasteau d'amour")

## Decese
Format:1500